# Playoffs NBA 1969
Los Playoffs de la NBA de 1969 fueron el torneo final de la temporada 1968-69 de la NBA. Concluyó con la victoria de Boston Celtics, campeón de la Conferencia Este, sobre Los Angeles Lakers, campeón de la Conferencia Oeste, por 4-3.
Este año fue el que marcó el debut del trofeo MVP, que se entrega desde entonces al mejor jugador de las Finales. Este primer año fue entregado a Jerry West de los Lakers, que fue la primera y única vez en la que el trofeo se entrega a un jugador del equipo perdedor.
A pesar de acabar en el cuarto lugar, los Celtics ganaron su segundo trofeo consecutivo de la NBA, y el undécimo en total, dejando entrever el final de su era de dominación de los años 1960. Vencieron a Philadelphia 76ers y a New York Knicks en el camino de las Finales. Lejos de allí en el Oeste, San Francisco Warriors sorprendieron a los Lakers ganándoles los dos primeros partidos en Los Ángeles, y muchos de los fanes comenzaban a esperarse lo peor, pero finalmente los Lakers ganaron los siguientes cuatro encuentros para ganar las series en seis partidos.
En su segundo año, San Diego Rockets consiguió su primera aparición en los playoffs; la siguiente vez que aparecerían sería en los playoffs de 1975 con el nombre de Houston Rockets.

## Tabla
|  | Semifinales de División | Semifinales de División | Semifinales de División |   |             | Finales de División | Finales de División | Finales de División |  |    | Finales de la NBA | Finales de la NBA | Finales de la NBA |
|  |                         |                         |                         |   |             |                     |                     |                     |  |    |                   |                   |                   |
|  | E1                      | Baltimore               | 0                       |   |             |                     |                     |                     |  |    |                   |                   |                   |
|  | E3                      | New York                | 4                       |   |             |                     |                     |                     |  |    |                   |                   |                   |
|  | E3                      | New York                | 4                       |   | E3          | New York            | 2                   |                     |  |    |                   |                   |                   |
|  | División Este           |                         |                         |   | E3          | New York            | 2                   |                     |  |    |                   |                   |                   |
|  |                         | E4                      | Boston                  | 4 |             |                     |                     |                     |  |    |                   |                   |                   |
|  | E4                      | E4                      | Boston                  | 4 | Boston      | 4                   |                     |                     |  |    |                   |                   |                   |
|  | E4                      |                         |                         |   | Boston      | 4                   |                     |                     |  |    |                   |                   |                   |
|  | E2                      | Philadelphia            | 1                       |   |             |                     |                     |                     |  |    |                   |                   |                   |
|  | E2                      | Philadelphia            | 1                       |   |             |                     |                     |                     |  | E4 | Boston            | 4                 |                   |
|  |                         |                         |                         |   |             |                     |                     |                     |  | E4 | Boston            | 4                 |                   |
|  |                         | O2                      | Los Angeles             | 3 |             |                     |                     |                     |  |    |                   |                   |                   |
|  | O1                      | O2                      | Los Angeles             | 3 | Los Angeles | 4                   |                     |                     |  |    |                   |                   |                   |
|  | O3                      | San Francisco           | 2                       |   |             |                     |                     |                     |  |    |                   |                   |                   |
|  | O3                      | San Francisco           | 2                       |   | O1          | Los Angeles         | 4                   |                     |  |    |                   |                   |                   |
|  | División Oeste          |                         |                         |   | O1          | Los Angeles         | 4                   |                     |  |    |                   |                   |                   |
|  |                         | O2                      | Atlanta                 | 1 |             |                     |                     |                     |  |    |                   |                   |                   |
|  | O4                      | O2                      | Atlanta                 | 1 | San Diego   | 2                   |                     |                     |  |    |                   |                   |                   |
|  | O4                      |                         |                         |   | San Diego   | 2                   |                     |                     |  |    |                   |                   |                   |
|  | O2                      | Atlanta                 | 4                       |   |             |                     |                     |                     |  |    |                   |                   |                   |

## Semifinales de División

### Semifinales División Este

#### (1)Baltimore Bulletsvs. (3)New York Knicks
| 27 de marzo                     | New York Knicks                                                  | 113–101              | Baltimore Bullets                                              |                                                                                       |  |  |
|                                 | Parciales: 22–21, 32–23, 30–28, 29–29                            |                      |                                                                |                                                                                       |  |  |
|                                 | Estadísticas Walt Frazier 26 Dave DeBusschere 21 Walt Frazier 11 | Reporte Pts Reb Asts | Estadísticas Earl Monroe 32 Wes Unseld 13 Monroe, Unseld 3 c/u | Pabellón: Baltimore Civic Center, Baltimore, Maryland Asistencia: 11,941 espectadores |  |  |
| New York lidera las series, 1–0 |                                                                  |                      |                                                                |                                                                                       |  |  |
|                                 |                                                                  |                      |                                                                |                                                                                       |  |  |

| 29 de marzo                     | Baltimore Bullets                                          | 91–107               | New York Knicks                                                  |                                                                                          |  |  |
|                                 | Parciales: 29–30, 20–23, 28–31, 14–23                      |                      |                                                                  |                                                                                          |  |  |
|                                 | Estadísticas Earl Monroe 29 Wes Unseld 27 Kevin Loughery 4 | Reporte Pts Reb Asts | Estadísticas Dick Barnett 27 Dave DeBusschere 19 Walt Frazier 12 | Pabellón: Madison Square Garden, New York City, New York Asistencia: 19,500 espectadores |  |  |
| New York lidera las series, 2–0 |                                                            |                      |                                                                  |                                                                                          |  |  |
|                                 |                                                            |                      |                                                                  |                                                                                          |  |  |

| 30 de marzo                     | New York Knicks                                            | 119–116              | Baltimore Bullets                                             |                                                                                      |  |  |
|                                 | Parciales: 38–32, 24–28, 25–31, 32–25                      |                      |                                                               |                                                                                      |  |  |
|                                 | Estadísticas Willis Reed 35 Willis Reed 19 Walt Frazier 17 | Reporte Pts Reb Asts | Estadísticas Kevin Loughery 29 Wes Unseld 14 Kevin Loughery 7 | Pabellón: Baltimore Civic Center, Baltimore, Maryland Asistencia: 9,927 espectadores |  |  |
| New York lidera las series, 3–0 |                                                            |                      |                                                               |                                                                                      |  |  |
|                                 |                                                            |                      |                                                               |                                                                                      |  |  |

| 2 de abril                    | Baltimore Bullets                                                 | 108–115              | New York Knicks                                            |                                                                                          |  |  |
|                               | Parciales: 29–25, 22–25, 29–32, 28–33                             |                      |                                                            |                                                                                          |  |  |
|                               | Estadísticas Monroe, Unseld 25 c/u Wes Unseld 20 Kevin Loughery 7 | Reporte Pts Reb Asts | Estadísticas Willis Reed 43 Willis Reed 17 Walt Frazier 11 | Pabellón: Madison Square Garden, New York City, New York Asistencia: 19,500 espectadores |  |  |
| New York gana las series, 4–0 |                                                                   |                      |                                                            |                                                                                          |  |  |
|                               |                                                                   |                      |                                                            |                                                                                          |  |  |

Éste fue el primer enfrentamiento en playoffs entre ambos equipos.

#### (2)Philadelphia 76ersvs. (4)Boston Celtics
| 26 de marzo                   | Boston Celtics                                               | 114–100              | Philadelphia 76ers                                                    |                                                                               |  |  |
|                               | Parciales: 33–27, 27–22, 26–24, 28–27                        |                      |                                                                       |                                                                               |  |  |
|                               | Estadísticas John Havlicek 35 Bill Russell 15 Bill Russell 8 | Reporte Pts Reb Asts | Estadísticas Billy Cunningham 29 Darrall Imhoff 19 Billy Cunningham 6 | Pabellón: Spectrum, Philadelphia, Pennsylvania Asistencia: 8,151 espectadores |  |  |
| Boston lidera las series, 1–0 |                                                              |                      |                                                                       |                                                                               |  |  |
|                               |                                                              |                      |                                                                       |                                                                               |  |  |

| 28 de marzo                   | Philadelphia 76ers                                            | 103–134              | Boston Celtics                                                       |                                                                                |  |  |
|                               | Parciales: 29–27, 25–28, 25–37, 24–42                         |                      |                                                                      |                                                                                |  |  |
|                               | Estadísticas Chet Walker 26 Billy Cunningham 11 Matt Guokas 4 | Reporte Pts Reb Asts | Estadísticas Bailey Howell 29 Howell, Russell 16 c/u John Havlicek 7 | Pabellón: Boston Garden, Boston, Massachusetts Asistencia: 13,751 espectadores |  |  |
| Boston lidera las series, 2–0 |                                                               |                      |                                                                      |                                                                                |  |  |
|                               |                                                               |                      |                                                                      |                                                                                |  |  |

| 30 de marzo                   | Boston Celtics                                             | 125–118              | Philadelphia 76ers                                                     |                                                                                |  |  |
|                               | Parciales: 31–31, 36–34, 28–28, 30–25                      |                      |                                                                        |                                                                                |  |  |
|                               | Estadísticas Sam Jones 28 Bill Russell 18 John Havlicek 10 | Reporte Pts Reb Asts | Estadísticas Billy Cunningham 33 Imhoff, Cunningham 14 c/u Hal Greer 7 | Pabellón: Spectrum, Philadelphia, Pennsylvania Asistencia: 15,244 espectadores |  |  |
| Boston lidera las series, 3–0 |                                                            |                      |                                                                        |                                                                                |  |  |
|                               |                                                            |                      |                                                                        |                                                                                |  |  |

| 1 de abril                    | Philadelphia 76ers                                      | 119–116              | Boston Celtics                                               |                                                                                |  |  |
|                               | Parciales: 25–25, 32–30, 28–28, 34–33                   |                      |                                                              |                                                                                |  |  |
|                               | Estadísticas Hal Greer 24 Darrall Imhoff 20 Hal Greer 7 | Reporte Pts Reb Asts | Estadísticas John Havlicek 28 Bill Russell 29 Bill Russell 5 | Pabellón: Boston Garden, Boston, Massachusetts Asistencia: 14,017 espectadores |  |  |
| Boston lidera las series, 3–1 |                                                         |                      |                                                              |                                                                                |  |  |
|                               |                                                         |                      |                                                              |                                                                                |  |  |

| 4 de abril                  | Boston Celtics                                               | 93–90                | Philadelphia 76ers                                                |                                                                                |  |  |
|                             | Parciales: 22–19, 18–21, 27–25, 26–25                        |                      |                                                                   |                                                                                |  |  |
|                             | Estadísticas John Havlicek 22 Bill Russell 18 Bill Russell 6 | Reporte Pts Reb Asts | Estadísticas Billy Cunningham 23 Darrall Imhoff 19 Archie Clark 7 | Pabellón: Spectrum, Philadelphia, Pennsylvania Asistencia: 15,244 espectadores |  |  |
| Boston gana las series, 4–1 |                                                              |                      |                                                                   |                                                                                |  |  |
|                             |                                                              |                      |                                                                   |                                                                                |  |  |

Este fue el decimotercer encuentro de playoffs entre estos dos equipos, con los Celtics ganando siete de los primeros doce encuentros.
| 1953 | Boston Celtics | 2–0 | Syracuse Nationals |                                            |
|      |                |     |                    |                                            |
|      |                |     |                    | Pabellón: 1953 Eastern Division Semifinals |

| 1954 | Boston Celtics | 0–2 | Syracuse Nationals |                                                        |
|      |                |     |                    |                                                        |
|      |                |     |                    | Pabellón: 1954 Eastern Division Round Robin Semifinals |

| 1954 | Boston Celtics | 0–2 | Syracuse Nationals |                                        |
|      |                |     |                    |                                        |
|      |                |     |                    | Pabellón: 1954 Eastern Division Finals |

| 1955 | Boston Celtics | 1–3 | Syracuse Nationals |                                        |
|      |                |     |                    |                                        |
|      |                |     |                    | Pabellón: 1955 Eastern Division Finals |

| 1956 | Boston Celtics | 1–2 | Syracuse Nationals |                                            |
|      |                |     |                    |                                            |
|      |                |     |                    | Pabellón: 1956 Eastern Division Semifinals |

| 1957 | Boston Celtics | 3–0 | Syracuse Nationals |                                        |
|      |                |     |                    |                                        |
|      |                |     |                    | Pabellón: 1957 Eastern Division Finals |

| 1959 | Boston Celtics | 4–3 | Syracuse Nationals |                                        |
|      |                |     |                    |                                        |
|      |                |     |                    | Pabellón: 1959 Eastern Division Finals |

| 1961 | Boston Celtics | 4–1 | Syracuse Nationals |                                        |
|      |                |     |                    |                                        |
|      |                |     |                    | Pabellón: 1961 Eastern Division Finals |

| 1965 | Boston Celtics | 4–3 | Philadelphia 76ers |                                        |
|      |                |     |                    |                                        |
|      |                |     |                    | Pabellón: 1965 Eastern Division Finals |

| 1966 | Boston Celtics | 4–1 | Philadelphia 76ers |                                        |
|      |                |     |                    |                                        |
|      |                |     |                    | Pabellón: 1966 Eastern Division Finals |

| 1967 | Boston Celtics | 1–4 | Philadelphia 76ers |                                        |
|      |                |     |                    |                                        |
|      |                |     |                    | Pabellón: 1967 Eastern Division Finals |

| 1968 | Boston Celtics | 4–3 | Philadelphia 76ers |                                        |
|      |                |     |                    |                                        |
|      |                |     |                    | Pabellón: 1968 Eastern Division Finals |

### Semifinales División Oeste

#### (1)Los Angeles Lakersvs. (3)San Francisco Warriors
| 26 de marzo                          | San Francisco Warriors                                    | 99–94                | Los Angeles Lakers                                          |                                                                            |  |  |
|                                      | Parciales: 28–22, 19–25, 25–29, 27–18                     |                      |                                                             |                                                                            |  |  |
|                                      | Estadísticas Jeff Mullins 36 Nate Thurmond 27 Al Attles 9 | Reporte Pts Reb Asts | Estadísticas Jerry West 36 Wilt Chamberlain 30 Jerry West 7 | Pabellón: The Forum, Inglewood, California Asistencia: 10,697 espectadores |  |  |
| San Francisco lidera las series, 1–0 |                                                           |                      |                                                             |                                                                            |  |  |
|                                      |                                                           |                      |                                                             |                                                                            |  |  |

| 28 de marzo                          | San Francisco Warriors                                   | 107–101              | Los Angeles Lakers                                           |                                                                            |  |  |
|                                      | Parciales: 34–30, 30–23, 22–26, 21–22                    |                      |                                                              |                                                                            |  |  |
|                                      | Estadísticas Rudy LaRusso 29 Nate Thurmond 28 Jim King 7 | Reporte Pts Reb Asts | Estadísticas Jerry West 36 Wilt Chamberlain 17 Jerry West 11 | Pabellón: The Forum, Inglewood, California Asistencia: 15,119 espectadores |  |  |
| San Francisco lidera las series, 2–0 |                                                          |                      |                                                              |                                                                            |  |  |
|                                      |                                                          |                      |                                                              |                                                                            |  |  |

| 31 de marzo                          | Los Angeles Lakers                                          | 115–98               | San Francisco Warriors                                         | |  |  |
|                                      | Parciales: 21–23, 22–22, 41–25, 31–28                       |                      |                                                                | |  |  |
|                                      | Estadísticas Jerry West 25 Wilt Chamberlain 28 Jerry West 9 | Reporte Pts Reb Asts | Estadísticas Nate Thurmond 22 Nate Thurmond 20 Nate Thurmond 5 | Pabellón: Oakland–Alameda County Coliseum Arena, Oakland, California Asistencia: 13,221 espectadores |  |  |
| San Francisco lidera las series, 2–1 |                                                             |                      |                                                                | |  |  |
|                                      |                                                             |                      |                                                                | |  |  |

| 2 de abril            | Los Angeles Lakers                                          | 103–88               | San Francisco Warriors                                        |                                                                             |  |  |
|                       | Parciales: 25–16, 32–19, 26–23, 20–30                       |                      |                                                               |                                                                             |  |  |
|                       | Estadísticas Jerry West 36 Wilt Chamberlain 14 Jerry West 5 | Reporte Pts Reb Asts | Estadísticas Ron Williams 16 Nate Thurmond 15 Nate Thurmond 4 | Pabellón: Cow Palace, Daly City, California Asistencia: 14,812 espectadores |  |  |
| Series empatadas, 2–2 |                                                             |                      |                                                               |                                                                             |  |  |
|                       |                                                             |                      |                                                               |                                                                             |  |  |

| 4 de abril                         | San Francisco Warriors                                   | 98–103               | Los Angeles Lakers                                           |                                                                            |  |  |
|                                    | Parciales: 26–28, 18–32, 30–24, 24–19                    |                      |                                                              |                                                                            |  |  |
|                                    | Estadísticas Joe Ellis 23 Bill Turner 14 Nate Thurmond 6 | Reporte Pts Reb Asts | Estadísticas Jerry West 29 Wilt Chamberlain 27 Jerry West 13 | Pabellón: The Forum, Inglewood, California Asistencia: 17,309 espectadores |  |  |
| Los Angeles lidera las series, 3–2 |                                                          |                      |                                                              |                                                                            |  |  |
|                                    |                                                          |                      |                                                              |                                                                            |  |  |

| 5 de abril                       | Los Angeles Lakers                                          | 118–78               | San Francisco Warriors                                       |                                                                            |  |  |
|                                  | Parciales: 29–20, 32–18, 24–17, 33–23                       |                      |                                                              |                                                                            |  |  |
|                                  | Estadísticas Jerry West 29 Wilt Chamberlain 25 Jerry West 8 | Reporte Pts Reb Asts | Estadísticas Jeff Mullins 21 Nate Thurmond 14 Jeff Mullins 5 | Pabellón: Cow Palace, Daly City, California Asistencia: 8,924 espectadores |  |  |
| Los Angeles gana las series, 4–2 |                                                             |                      |                                                              |                                                                            |  |  |
|                                  |                                                             |                      |                                                              |                                                                            |  |  |

- Los Lakers se convirtieron en el primer equipo en pasar una serie de playoffs tras perder los dos primeros partidos como local.

Este fue el tercer encuentro de playoffs entre estos dos equipos, con una victoria para cada uno en los dos anteriores.
| 1967 | Los Angeles Lakers | 0–3 | San Francisco Warriors |                                            |
|      |                    |     |                        |                                            |
|      |                    |     |                        | Pabellón: 1967 Western Division Semifinals |

| 1968 | Los Angeles Lakers | 4–0 | San Francisco Warriors |                                        |
|      |                    |     |                        |                                        |
|      |                    |     |                        | Pabellón: 1968 Western Division Finals |

#### (2)Atlanta Hawksvs. (4)San Diego Rockets
| 27 de marzo                    | San Diego Rockets                                          | 98–107               | Atlanta Hawks                                                 |                                                                                        |  |  |
|                                | Parciales: 26–18, 17–28, 26–36, 29–25                      |                      |                                                               |                                                                                        |  |  |
|                                | Estadísticas Elvin Hayes 31 Toby Kimball 15 Art Williams 6 | Reporte Pts Reb Asts | Estadísticas Lou Hudson 39 Bill Bridges 22 Ohl, Hazzard 3 c/u | Pabellón: Alexander Memorial Coliseum, Atlanta, Georgia Asistencia: 4,194 espectadores |  |  |
| Atlanta lidera las series, 1–0 |                                                            |                      |                                                               |                                                                                        |  |  |
|                                |                                                            |                      |                                                               |                                                                                        |  |  |

| 29 de marzo                    | San Diego Rockets                                                | 114–116              | Atlanta Hawks                                              |                                                                                        |  |  |
|                                | Parciales: 24–21, 21–30, 25–32, 44–33                            |                      |                                                            |                                                                                        |  |  |
|                                | Estadísticas Rick Adelman 26 tres jugadores 9 c/u Rick Adelman 6 | Reporte Pts Reb Asts | Estadísticas Zelmo Beaty 31 Bill Bridges 14 Joe Caldwell 8 | Pabellón: Alexander Memorial Coliseum, Atlanta, Georgia Asistencia: 6,006 espectadores |  |  |
| Atlanta lidera las series, 2–0 |                                                                  |                      |                                                            |                                                                                        |  |  |
|                                |                                                                  |                      |                                                            |                                                                                        |  |  |

| 1 de abril                     | Atlanta Hawks                                             | 97–104               | San Diego Rockets                                         |                                                                                        |  |  |
|                                | Parciales: 30–21, 26–28, 23–27, 18–28                     |                      |                                                           |                                                                                        |  |  |
|                                | Estadísticas Zelmo Beaty 31 Zelmo Beaty 17 Joe Caldwell 6 | Reporte Pts Reb Asts | Estadísticas Elvin Hayes 26 Elvin Hayes 19 Rick Adelman 8 | Pabellón: San Diego Sports Arena, San Diego, California Asistencia: 9,340 espectadores |  |  |
| Atlanta lidera las series, 2–1 |                                                           |                      |                                                           |                                                                                        |  |  |
|                                |                                                           |                      |                                                           |                                                                                        |  |  |

| 4 de abril            | Atlanta Hawks                                                     | 112–114              | San Diego Rockets                                      |                                                                                         |  |  |
|                       | Parciales: 32–26, 26–33, 19–23, 35–32                             |                      |                                                        |                                                                                         |  |  |
|                       | Estadísticas Walt Hazzard 34 Beaty, Bridges 11 c/u Walt Hazzard 5 | Reporte Pts Reb Asts | Estadísticas Elvin Hayes 30 Elvin Hayes 20 Don Kojis 4 | Pabellón: San Diego Sports Arena, San Diego, California Asistencia: 12,237 espectadores |  |  |
| Series empatadas, 2–2 |                                                                   |                      |                                                        |                                                                                         |  |  |
|                       |                                                                   |                      |                                                        |                                                                                         |  |  |

| 6 de abril                     | San Diego Rockets                                        | 101–112              | Atlanta Hawks                                                        |                                                                                        |  |  |
|                                | Parciales: 26–25, 24–28, 27–31, 24–28                    |                      |                                                                      |                                                                                        |  |  |
|                                | Estadísticas Elvin Hayes 27 Elvin Hayes 9 Art Williams 8 | Reporte Pts Reb Asts | Estadísticas Joe Caldwell 26 Bill Bridges 17 Caldwell, Hazzard 5 c/u | Pabellón: Alexander Memorial Coliseum, Atlanta, Georgia Asistencia: 4,007 espectadores |  |  |
| Atlanta lidera las series, 3–2 |                                                          |                      |                                                                      |                                                                                        |  |  |
|                                |                                                          |                      |                                                                      |                                                                                        |  |  |

| 7 de abril                   | Atlanta Hawks                                                      | 108–106              | San Diego Rockets                                                        |                                                                                         |  |  |
|                              | Parciales: 23–29, 27–33, 27–22, 31–22                              |                      |                                                                          |                                                                                         |  |  |
|                              | Estadísticas Lou Hudson 27 Bill Bridges 17 Caldwell, Hazzard 4 c/u | Reporte Pts Reb Asts | Estadísticas Kojis, Hayes 26 c/u Toby Kimball 15 Adelman, Williams 6 c/u | Pabellón: San Diego Sports Arena, San Diego, California Asistencia: 10,117 espectadores |  |  |
| Atlanta gana las series, 4–2 |                                                                    |                      |                                                                          |                                                                                         |  |  |
|                              |                                                                    |                      |                                                                          |                                                                                         |  |  |

Éste fue el primer enfrentameinto en playoffs entre ambos equipos.

## Finales de División

### Finales División Este

#### (3)New York Knicksvs. (4)Boston Celtics
| 6 de abril                    | Boston Celtics                                            | 108–100              | New York Knicks                                                 |                                                                                          |  |  |
|                               | Parciales: 23–26, 33–23, 22–24, 30–27                     |                      |                                                                 |                                                                                          |  |  |
|                               | Estadísticas John Havlicek 25 Bill Russell 16 Em Bryant 8 | Reporte Pts Reb Asts | Estadísticas Walt Frazier 34 Dave DeBusschere 14 Walt Frazier 8 | Pabellón: Madison Square Garden, New York City, New York Asistencia: 19,500 espectadores |  |  |
| Boston lidera las series, 1–0 |                                                           |                      |                                                                 |                                                                                          |  |  |
|                               |                                                           |                      |                                                                 |                                                                                          |  |  |

| 9 de abril                    | New York Knicks                                           | 97–112               | Boston Celtics                                                 |                                                                                |  |  |
|                               | Parciales: 14–26, 19–29, 30–32, 34–25                     |                      |                                                                |                                                                                |  |  |
|                               | Estadísticas Willis Reed 28 Willis Reed 13 Walt Frazier 4 | Reporte Pts Reb Asts | Estadísticas Bailey Howell 27 Bill Russell 29 John Havlicek 12 | Pabellón: Boston Garden, Boston, Massachusetts Asistencia: 14,933 espectadores |  |  |
| Boston lidera las series, 2–0 |                                                           |                      |                                                                |                                                                                |  |  |
|                               |                                                           |                      |                                                                |                                                                                |  |  |

| 10 de abril                   | Boston Celtics                                                               | 91–101               | New York Knicks                                             |                                                                                          |  |  |
|                               | Parciales: 19–28, 22–23, 29–24, 21–26                                        |                      |                                                             |                                                                                          |  |  |
|                               | Estadísticas Russell, Bryant 16 c/u Bill Russell 20 Russell, Havlicek 8 each | Reporte Pts Reb Asts | Estadísticas Walt Frazier 26 Willis Reed 14 Walt Frazier 12 | Pabellón: Madison Square Garden, New York City, New York Asistencia: 19,500 espectadores |  |  |
| Boston lidera las series, 2–1 |                                                                              |                      |                                                             |                                                                                          |  |  |
|                               |                                                                              |                      |                                                             |                                                                                          |  |  |

| 13 de abril                   | New York Knicks                                           | 96–97                | Boston Celtics                                               |                                                                                |  |  |
|                               | Parciales: 26–25, 24–26, 23–24, 23–22                     |                      |                                                              |                                                                                |  |  |
|                               | Estadísticas Willis Reed 22 Willis Reed 19 Walt Frazier 6 | Reporte Pts Reb Asts | Estadísticas Bill Russell 21 Bill Russell 23 John Havlicek 4 | Pabellón: Boston Garden, Boston, Massachusetts Asistencia: 13,506 espectadores |  |  |
| Boston lidera las series, 3–1 |                                                           |                      |                                                              |                                                                                |  |  |
|                               |                                                           |                      |                                                              |                                                                                |  |  |

| 14 de abril                   | Boston Celtics                                                | 104–112                                                                        | New York Knicks                                            |                                                                                          |  |  |
|                               | Parciales: 24–30, 22–30, 21–25, 37–27                         |                                                                                |                                                            |                                                                                          |  |  |
|                               | Estadísticas John Havlicek 29 Bill Russell 16 John Havlicek 7 | [https://www.basketball-reference.com/boxscores/196904140NYK.html Pts Reb Asts | Estadísticas Willis Reed 24 Walt Frazier 12 Walt Frazier 9 | Pabellón: Madison Square Garden, New York City, New York Asistencia: 19,500 espectadores |  |  |
| Boston lidera las series, 3–2 |                                                               |                                                                                |                                                            |                                                                                          |  |  |
|                               |                                                               |                                                                                |                                                            |                                                                                          |  |  |

| 18 de abril                 | New York Knicks                                           | 105–106              | Boston Celtics                                                    |                                                                                |  |  |
|                             | Parciales: 21–24, 31–33, 24–25, 29–24                     |                      |                                                                   |                                                                                |  |  |
|                             | Estadísticas Willis Reed 32 Willis Reed 11 Bill Bradley 7 | Reporte Pts Reb Asts | Estadísticas Sam Jones 29 Bill Russell 21 Russell, Havlicek 5 c/u | Pabellón: Boston Garden, Boston, Massachusetts Asistencia: 14,933 espectadores |  |  |
| Boston gana las series, 4–2 |                                                           |                      |                                                                   |                                                                                |  |  |
|                             |                                                           |                      |                                                                   |                                                                                |  |  |

- John Havlicek anotó la canasta que dio el triunfo final a los Celtics.

Este fue el séptimo encuentro de playoffs entre estos dos equipos, con tres vistorias para cada uno en los seis anteriores.
| 1951 | Boston Celtics | 0–2 | New York Knicks |                                            |
|      |                |     |                 |                                            |
|      |                |     |                 | Pabellón: 1951 Eastern Division Semifinals |

| 1952 | Boston Celtics | 1–2 | New York Knicks |                                            |
|      |                |     |                 |                                            |
|      |                |     |                 | Pabellón: 1952 Eastern Division Semifinals |

| 1953 | Boston Celtics | 1–3 | New York Knicks |                                        |
|      |                |     |                 |                                        |
|      |                |     |                 | Pabellón: 1953 Eastern Division Finals |

| 1954 | Boston Celtics | 2–0 | New York Knicks |                                                        |
|      |                |     |                 |                                                        |
|      |                |     |                 | Pabellón: 1954 Eastern Division Round Robin Semifinals |

| 1955 | Boston Celtics | 2–1 | New York Knicks |                                            |
|      |                |     |                 |                                            |
|      |                |     |                 | Pabellón: 1955 Eastern Division Semifinals |

| 1967 | Boston Celtics | 3–1 | New York Knicks |                                            |
|      |                |     |                 |                                            |
|      |                |     |                 | Pabellón: 1967 Eastern Division Semifinals |

### Western Division Finals

#### (1)Los Angeles Lakersvs. (2)Atlanta Hawks
| 11 de abril                        | Atlanta Hawks                                              | 93–95                | Los Angeles Lakers                                                |                                                                            |  |  |
|                                    | Parciales: 17–25, 23–28, 29–23, 24–19                      |                      |                                                                   |                                                                            |  |  |
|                                    | Estadísticas Zelmo Beaty 29 Bill Bridges 20 Walt Hazzard 6 | Reporte Pts Reb Asts | Estadísticas Jerry West 25 Wilt Chamberlain 29 Baylor, Egan 6 c/u | Pabellón: The Forum, Inglewood, California Asistencia: 16,190 espectadores |  |  |
| Los Angeles lidera las series, 1–0 |                                                            |                      |                                                                   |                                                                            |  |  |
|                                    |                                                            |                      |                                                                   |                                                                            |  |  |

| 13 de abril                        | Atlanta Hawks                                                        | 102–104              | Los Angeles Lakers                                                  |                                                                            |  |  |
|                                    | Parciales: 21–27, 31–25, 30–29, 20–23                                |                      |                                                                     |                                                                            |  |  |
|                                    | Estadísticas Joe Caldwell 34 Caldwell, Bridges 10 c/u Bill Bridges 5 | Reporte Pts Reb Asts | Estadísticas Wilt Chamberlain 23 Wilt Chamberlain 29 Johnny Egan 11 | Pabellón: The Forum, Inglewood, California Asistencia: 15,136 espectadores |  |  |
| Los Angeles lidera las series, 2–0 |                                                                      |                      |                                                                     |                                                                            |  |  |
|                                    |                                                                      |                      |                                                                     |                                                                            |  |  |

| 15 de abril                        | Los Angeles Lakers                                                 | 86–99                | Atlanta Hawks                                           |                                                                                        |  |  |
|                                    | Parciales: 18–18, 20–28, 23–23, 25–30                              |                      |                                                         |                                                                                        |  |  |
|                                    | Estadísticas Johnny Egan 19 Wilt Chamberlain 22 West, Baylor 4 c/u | Reporte Pts Reb Asts | Estadísticas Zelmo Beaty 22 Zelmo Beaty 15 Lou Hudson 5 | Pabellón: Alexander Memorial Coliseum, Atlanta, Georgia Asistencia: 7,140 espectadores |  |  |
| Los Angeles lidera las series, 2–1 |                                                                    |                      |                                                         |                                                                                        |  |  |
|                                    |                                                                    |                      |                                                         |                                                                                        |  |  |

| 17 de abril                        | Los Angeles Lakers                                                | 100–85               | Atlanta Hawks                                            |                                                                                        |  |  |
|                                    | Parciales: 20–15, 21–28, 26–20, 33–22                             |                      |                                                          |                                                                                        |  |  |
|                                    | Estadísticas Wilt Chamberlain 25 Wilt Chamberlain 19 Jerry West 5 | Reporte Pts Reb Asts | Estadísticas Lou Hudson 35 Zelmo Beaty 20 Bill Bridges 5 | Pabellón: Alexander Memorial Coliseum, Atlanta, Georgia Asistencia: 7,140 espectadores |  |  |
| Los Angeles lidera las series, 3–1 |                                                                   |                      |                                                          |                                                                                        |  |  |
|                                    |                                                                   |                      |                                                          |                                                                                        |  |  |

| 20 de abril                      | Atlanta Hawks                                            | 96–104               | Los Angeles Lakers                                               |                                                                            |  |  |
|                                  | Parciales: 16–22, 26–32, 29–22, 25–23                    |                      |                                                                  |                                                                            |  |  |
|                                  | Estadísticas Zelmo Beaty 30 Bill Bridges 22 Lou Hudson 7 | Reporte Pts Reb Asts | Estadísticas Elgin Baylor 29 Wilt Chamberlain 29 Elgin Baylor 12 | Pabellón: The Forum, Inglewood, California Asistencia: 16,273 espectadores |  |  |
| Los Angeles gana las series, 4–1 |                                                          |                      |                                                                  |                                                                            |  |  |
|                                  |                                                          |                      |                                                                  |                                                                            |  |  |

Este fue el noveno encuentro de playoffs entre estos dos equipos, con los Hawks ganando cinco de los ocho anteriores cuando jugaba en St. Louis.
| 1956 | St. Louis Hawks | 2–1 | Minneapolis Lakers |                                            |
|      |                 |     |                    |                                            |
|      |                 |     |                    | Pabellón: 1956 Western Division Semifinals |

| 1957 | St. Louis Hawks | 3–0 | Minneapolis Lakers |                                        |
|      |                 |     |                    |                                        |
|      |                 |     |                    | Pabellón: 1957 Western Division Finals |

| 1959 | St. Louis Hawks | 2–4 | Minneapolis Lakers |                                        |
|      |                 |     |                    |                                        |
|      |                 |     |                    | Pabellón: 1959 Western Division Finals |

| 1960 | St. Louis Hawks | 4–3 | Minneapolis Lakers |                                        |
|      |                 |     |                    |                                        |
|      |                 |     |                    | Pabellón: 1960 Western Division Finals |

| 1961 | St. Louis Hawks | 4–3 | Los Angeles Lakers |                                        |
|      |                 |     |                    |                                        |
|      |                 |     |                    | Pabellón: 1961 Western Division Finals |

| 1963 | St. Louis Hawks | 3–4 | Los Angeles Lakers |                                        |
|      |                 |     |                    |                                        |
|      |                 |     |                    | Pabellón: 1963 Western Division Finals |

| 1964 | St. Louis Hawks | 3–2 | Los Angeles Lakers |                                            |
|      |                 |     |                    |                                            |
|      |                 |     |                    | Pabellón: 1964 Western Division Semifinals |

| 1966 | St. Louis Hawks | 3–4 | Los Angeles Lakers |                                        |
|      |                 |     |                    |                                        |
|      |                 |     |                    | Pabellón: 1966 Western Division Finals |

## Finales de la NBA: (W1) Los Angeles Lakers vs. (E4) Boston Celtics
| 23 de abril                        | Boston Celtics                                            | 118–120              | Los Angeles Lakers                                           |                                                                            |  |  |
|                                    | Parciales: 32–33, 26–23, 26–26, 34–38                     |                      |                                                              |                                                                            |  |  |
|                                    | Estadísticas John Havlicek 37 Bill Russell 27 Sam Jones 6 | Reporte Pts Reb Asts | Estadísticas Jerry West 53 Wilt Chamberlain 23 Jerry West 10 | Pabellón: The Forum, Inglewood, California Asistencia: 17,554 espectadores |  |  |
| Los Angeles lidera las series, 1–0 |                                                           |                      |                                                              |                                                                            |  |  |
|                                    |                                                           |                      |                                                              |                                                                            |  |  |

| 25 de abril                        | Boston Celtics                                                | 112–118              | Los Angeles Lakers                                              |                                                                            |  |  |
|                                    | Parciales: 25–24, 30–29, 30–35, 27–30                         |                      |                                                                 |                                                                            |  |  |
|                                    | Estadísticas John Havlicek 43 Bill Russell 21 Bill Russell 13 | Reporte Pts Reb Asts | Estadísticas Jerry West 41 Wilt Chamberlain 19 Egan, West 8 c/u | Pabellón: The Forum, Inglewood, California Asistencia: 17,559 espectadores |  |  |
| Los Angeles lidera las series, 2–0 |                                                               |                      |                                                                 |                                                                            |  |  |
|                                    |                                                               |                      |                                                                 |                                                                            |  |  |

| 27 de abril                        | Los Angeles Lakers                                          | 105–111              | Boston Celtics                                                |                                                                                |  |  |
|                                    | Parciales: 16–25, 24–32, 38–21, 27–33                       |                      |                                                               |                                                                                |  |  |
|                                    | Estadísticas Jerry West 24 Wilt Chamberlain 26 Jerry West 6 | Reporte Pts Reb Asts | Estadísticas John Havlicek 34 Bill Russell 18 John Havlicek 7 | Pabellón: Boston Garden, Boston, Massachusetts Asistencia: 14,037 espectadores |  |  |
| Los Angeles lidera las series, 2–1 |                                                             |                      |                                                               |                                                                                |  |  |
|                                    |                                                             |                      |                                                               |                                                                                |  |  |

| 29 de abril           | Los Angeles Lakers                                                | 88–89                | Boston Celtics                                                    |                                                                                |  |  |
|                       | Parciales: 15–16, 26–33, 29–18, 18–22                             |                      |                                                                   |                                                                                |  |  |
|                       | Estadísticas Jerry West 40 Wilt Chamberlain 31 West, Baylor 4 c/u | Reporte Pts Reb Asts | Estadísticas John Havlicek 21 Bill Russell 29 five players 2 each | Pabellón: Boston Garden, Boston, Massachusetts Asistencia: 15,128 espectadores |  |  |
| Series empatadas, 2–2 |                                                                   |                      |                                                                   |                                                                                |  |  |
|                       |                                                                   |                      |                                                                   |                                                                                |  |  |

- Sam Jones anotó la canasta ganadora sobre la bocina.

| 1 de mayo                          | Boston Celtics                                                     | 104–117              | Los Angeles Lakers                                          |                                                                            |  |  |
|                                    | Parciales: 24–23, 21–26, 24–30, 35–38                              |                      |                                                             |                                                                            |  |  |
|                                    | Estadísticas Sam Jones 25 John Havlicek 14 Russell, Havlicek 5 c/u | Reporte Pts Reb Asts | Estadísticas Jerry West 39 Wilt Chamberlain 31 Jerry West 9 | Pabellón: The Forum, Inglewood, California Asistencia: 17,553 espectadores |  |  |
| Los Angeles lidera las series, 3–2 |                                                                    |                      |                                                             |                                                                            |  |  |
|                                    |                                                                    |                      |                                                             |                                                                            |  |  |

| 3 de mayo             | Los Angeles Lakers                                                      | 90–99                | Boston Celtics                                         |                                                                                |  |  |
|                       | Parciales: 22–32, 17–23, 26–27, 25–17                                   |                      |                                                        |                                                                                |  |  |
|                       | Estadísticas West, Baylor 26 c/u Wilt Chamberlain 18 Wilt Chamberlain 4 | Reporte Pts Reb Asts | Estadísticas Don Nelson 25 Bill Russell 19 Em Bryant 5 | Pabellón: Boston Garden, Boston, Massachusetts Asistencia: 15,128 espectadores |  |  |
| Series empatadas, 3–3 |                                                                         |                      |                                                        |                                                                                |  |  |
|                       |                                                                         |                      |                                                        |                                                                                |  |  |

| 5 de mayo                   | Boston Celtics                                               | 108–106              | Los Angeles Lakers                                           |                                                                            |  |  |
|                             | Parciales: 28–25, 31–31, 32–20, 17–30                        |                      |                                                              |                                                                            |  |  |
|                             | Estadísticas John Havlicek 26 Bill Russell 21 Bill Russell 6 | Reporte Pts Reb Asts | Estadísticas Jerry West 42 Wilt Chamberlain 27 Jerry West 12 | Pabellón: The Forum, Inglewood, California Asistencia: 17,568 espectadores |  |  |
| Boston gana las series, 4–3 |                                                              |                      |                                                              |                                                                            |  |  |
|                             |                                                              |                      |                                                              |                                                                            |  |  |

- Don Nelson conectó un tiro en suspensión desde la línea de personal que acabó en canasta después de golpear la parte trasera del aro y rebotar varios pies hacia arriba. El tiro le dio a los Celtics una ventaja de 105-102 después de que los Lakers redujeran su ventaja a 103-102.
- Fue el último partido en la liga para Bill Russell y Sam Jones; los Celtics se convirtieron en el primer equipo en remontar una desventaja de 2-0 en la serie en las Finales de la NBA.

Este fue el séptimo encuentro de playoffs entre estos dos equipos, con los Celtics ganando los primeros seis encuentros. 
| 1959 | Boston Celtics | 4–0 | Minneapolis Lakers |                           |
|      |                |     |                    |                           |
|      |                |     |                    | Pabellón: 1959 NBA Finals |

| 1962 | Boston Celtics | 4–3 | Los Angeles Lakers |                           |
|      |                |     |                    |                           |
|      |                |     |                    | Pabellón: 1962 NBA Finals |

| 1963 | Boston Celtics | 4–2 | Los Angeles Lakers |                           |
|      |                |     |                    |                           |
|      |                |     |                    | Pabellón: 1963 NBA Finals |

| 1965 | Boston Celtics | 4–1 | Los Angeles Lakers |                           |
|      |                |     |                    |                           |
|      |                |     |                    | Pabellón: 1965 NBA Finals |

| 1966 | Boston Celtics | 4–3 | Los Angeles Lakers |                           |
|      |                |     |                    |                           |
|      |                |     |                    | Pabellón: 1966 NBA Finals |

| 1968 | Boston Celtics | 4–2 | Los Angeles Lakers |                           |
|      |                |     |                    |                           |
|      |                |     |                    | Pabellón: 1968 NBA Finals |